# Lars Sjöwall
Lars Willson Sjöwall, född 24 juli 1925 i Skeppsholms församling, Stockholm, död 6 juni 2005 i Lidingö församling, var en svensk företagsledare.
Lars Sjöwall var son till företagsledaren Will Sjöwall och hans första hustru Eva, född Westrell, samt halvbror till författaren Maj Sjöwall.
Efter sjöofficersexamen 1946 var han officer i Flottan 1946–1952, kapten i reserven 1959, DHS 1956, anställd hos AB Sjöassuranskomp 1952, direktör där 1956, försäkrings AB Ocean-Gauthiod 1961, VD i Gränges AB:s helägda dotterbolag i London 1962–1970, Gränges America Corporation New York 1971–1974, direktör Gränges Trading AB 1975–1977, VD Saudi Sweden Constr Co Jeddah 1978–1979, verksam i Hollanderbolagen i Stockholm 1981–1990.
Lars Sjöwall var gift 1950–1974 med Brita Sandstedt (1928–2010), dotter till provinsialläkaren Eric Sandstedt och Eleanor, född Johansson. De fick barnen Christina 1951 och Madeleine 1955. I sitt andra äktenskap (1974 till sin bortgång) var Lars Sjöwall gift med Hillevi Wappuia (född 1936), dotter till lektor Yrjö Wappuia och Tellervo, född Lehto.